# 예수 대사
예수 대사 (Master Jesus)는 신지학 협회에 발하는 근대 신지학, 및 그 영향을 받은 오른 대사의 가르침에서, 기독교의 구세주 예수 그리스도를 영적 지도자의 하나로 간주한 것이다. 기독교 세계에 충격을 주어 가톨릭 교회에 근대 신지학을 혐오시키는 한 요인이 되었다.

## 개요
예수 대사는 신신지학의 교의에서는 고의 지혜의 대사의 한 명, 오른 대사의 가르침에서는 오른 대사의 한 사람으로 있어, 큰 술잔색동포단 (그레이트 화이트 브라더후드)의 일원으로 여겨진다. 신지학도 앨리스 베이리에 의하면, 예수 대사는 신지학적 개념인 일곱 광선 가운데, 제6광선을 맡는다.

## 예수 대사의 전생
엘리자베스 쿠레아 프로펫트에 의하면, 예수 대사는 아틀란티스의 황제로 두 번 전생하고 있다고 한다. 첫 번째는 기원전 33050년, 두 번째는 기원전 15000년의 일로이다. 앨리스 베이리에 의하면 예수 대사는 일찌기 기원전 13세기에 헤브루의 군사 지도자 요슈아로, 기원전 16세기에 대제사 요슈아로 다시 태어났다.

## 예수의 책
오른 대사의 가르침의 신봉자는, 예수 대사는 예루살렘에서의 책에 의해서 '제4단계의 입회' (근대 신지학의 개념)을 받았던 것이라고 믿고 있다.

## 예수의 부활
앨리스 베이리나 벤저민 클레임은, 예수는 육체로부터 부활했을 때, 테아나의 아폴로니우스로 다시 태어났다고 믿고 있다. 한편, 오른 대사의 가르침의 신봉자는, 예수가 자신의 육체를 수반해 부활해 승천했다는 기독교의 견해를 지지한다.

## 부활 후의 활동
오른 대사의 가르침의 신봉자는, 부활의 뒤 예수가 40일째에 승천했을 때, 그는 유태에서 카슈미르에 공중에 부유해 이동해, 여기서 81세가 될 때까지 살아 거기서 살바라에 승천했다고 믿고 있다.

## 회의적 견해
K. 폴 존슨은 브라바트키 부인은 대사에 대해 써, 대사로부터의 편지를 만들었지만, 그 대사는 실제로는 그녀의 조언자인 사람들을 이상화한 것에 지나지 않았다고 주장하고 있다. 뉴욕 타임즈의 기사에서 폴 트와이크는, 브라바트키 부인의 계시는 기만적인 것이었다고 주장했다.
다만, 예수 대사는 브라바트키 부인이 만났던 적이 있다고 주장한 '대사'의 한 사람이 아니었다. 예수는 형 베산트와 찰스 웹스타 렛드비타에 의해서, 두 명의 1913년의 공저 Man: Whence, How and Whither ( '인간: 어디에서, 어떻게, 그리고 어디에')에서 대사의 한 명에 더해졌던 것이다.

## 참조
1. ↑  Image of the Master Jesus distributed by ZakaiRan and painted by New Age Artist Peter Fich Christiansen 보관됨 2009-07-28 - 웨이백 머신
2. ↑  Bailey, Alice A,  A Treatise on Cosmic Fire (Section Three - Division A - Certain Basic Statements), 1932, Lucis Trust. 1925, p 1237
3. ↑  Prophet, Elizabeth Clare and Prophet, Mark (as compiled by Annice Booth) The Masters and Their Retreats Corwin Springs, Montana: 2003 Summit University Press Pages 142-143
4. ↑  Bailey, Alice A. Initiation, Human and Solar New York: 1922--Lucis Publishing  Page 56
5. ↑  Prophet, Elizabeth Clare and Prophet, Mark (as compiled by Annice Booth) The Masters and Their Retreats Corwin Springs, Montana: 2003 Summit University Press Pages 144
6. ↑  Johnson, Paul K. Initiates of Theosophical Masters Albany, New York: 1995 State University of New York Press
7. ↑  "Talking to the Dead and Other Amusements" by Paul Zweig New York Times October 5, 1980
8. ↑  Besant, Annie and Leadbeater, C.W. Man: How, Whence, and Whither?  Adyar, India: 1913 Theosophical Publishing House Page Page 133